# Gunwinggu
I Gunwinggu o Kunwinjku sono una tribù aborigena situata nel Territorio del Nord. La regione storica del Gunwinggu è situata al sud della giungla Creek, attorno al corso del fiume East Alligator.
Uno dei miti dice che un antenato coccodrillo uscito dalla terra, mangiò del terreno e questo portò alla comparsa dei canali di Liverpool. Gli spiriti hanno anche insegnato agli antenati come dipingere.